# Târgoviște
Târgoviște (česky Trhoviště) je hlavní město rumunské župy Dâmbovița. Leží na řece Ialomița a žije v něm přibližně 67 tisíc obyvatel.

## Název
Název Târgoviște je původem slovanský a znamená tržiště, což je odvozeno z praslovanského, potažmo staroslověnského slova trъgъ. Takové pojmenování města nebylo nijak neobvyklé, a tak se můžeme setkat v Srbsku s městem Трговиште, Bulharsku s městem Търговище a na Slovensku s obcí Trhovište.

## Historie
První zmínka o městě je z roku 1396, z dokumentu Johannese Schilbergera. V něm se zmiňuje o tom, že se město stalo centrem Valašského knížectví (rumunsky Valahia). Symbol města, věž Chindiei postavil Vlad Țepeș.
Až do přesunu hlavního města Valašska do Bukurešti bylo město vzkvétající desetitisícovou metropolí, poté ztratilo svůj vliv a mnoho jeho obyvatel odešlo; na začátku 20. století zde žilo 6000 lidí.
Na konci 20. století se město proslavilo jako místo, kde byl souzen a popraven Nicolae Ceaușescu a jeho žena Elena Ceaușescuová.